# Aloe rauhii
Aloe rauhii är en grästrädsväxtart som beskrevs av Gilbert Westacott Reynolds. Aloe rauhii ingår i släktet Aloe och familjen grästrädsväxter. Inga underarter finns listade i Catalogue of Life.

## Bildgalleri

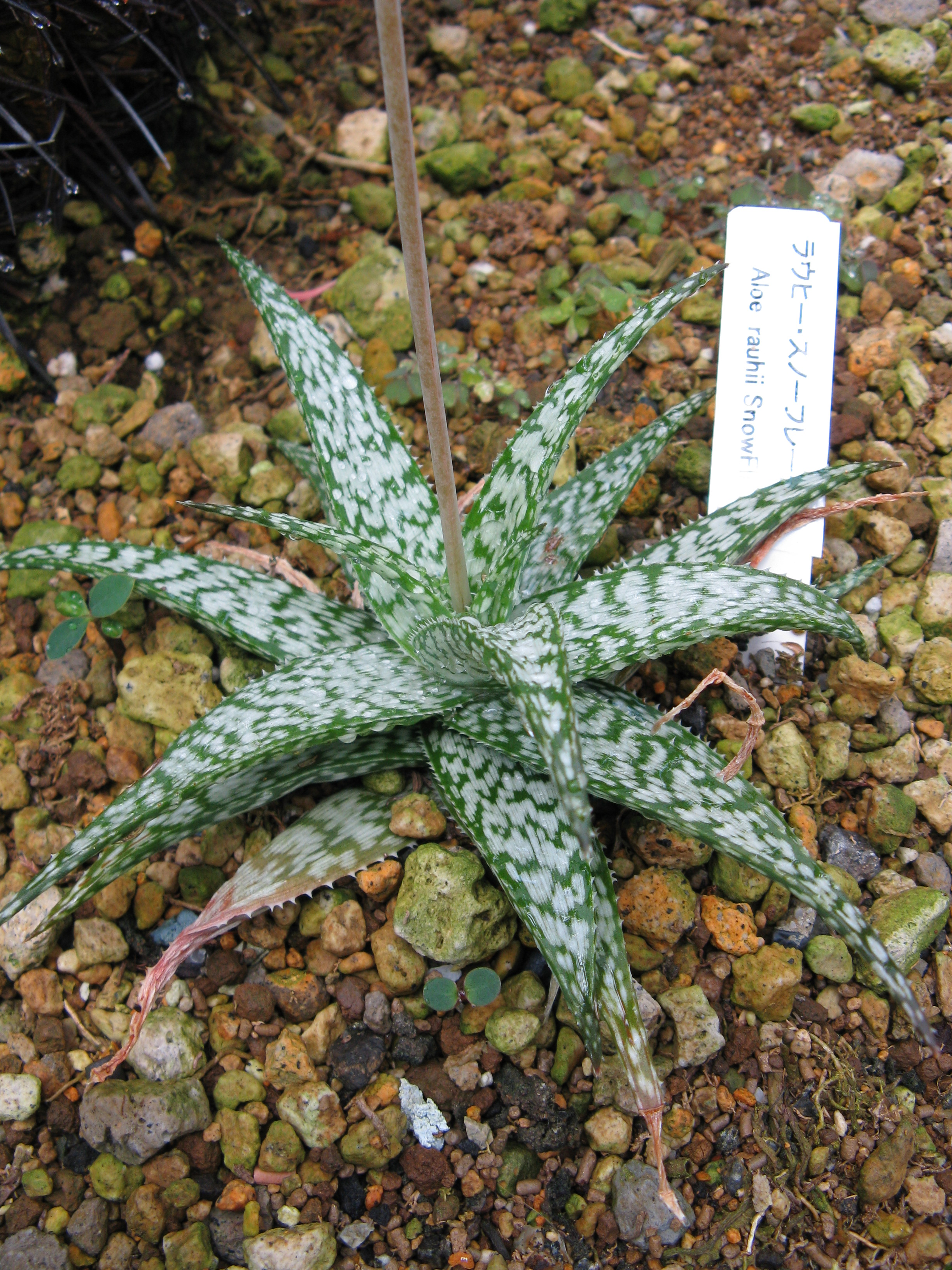
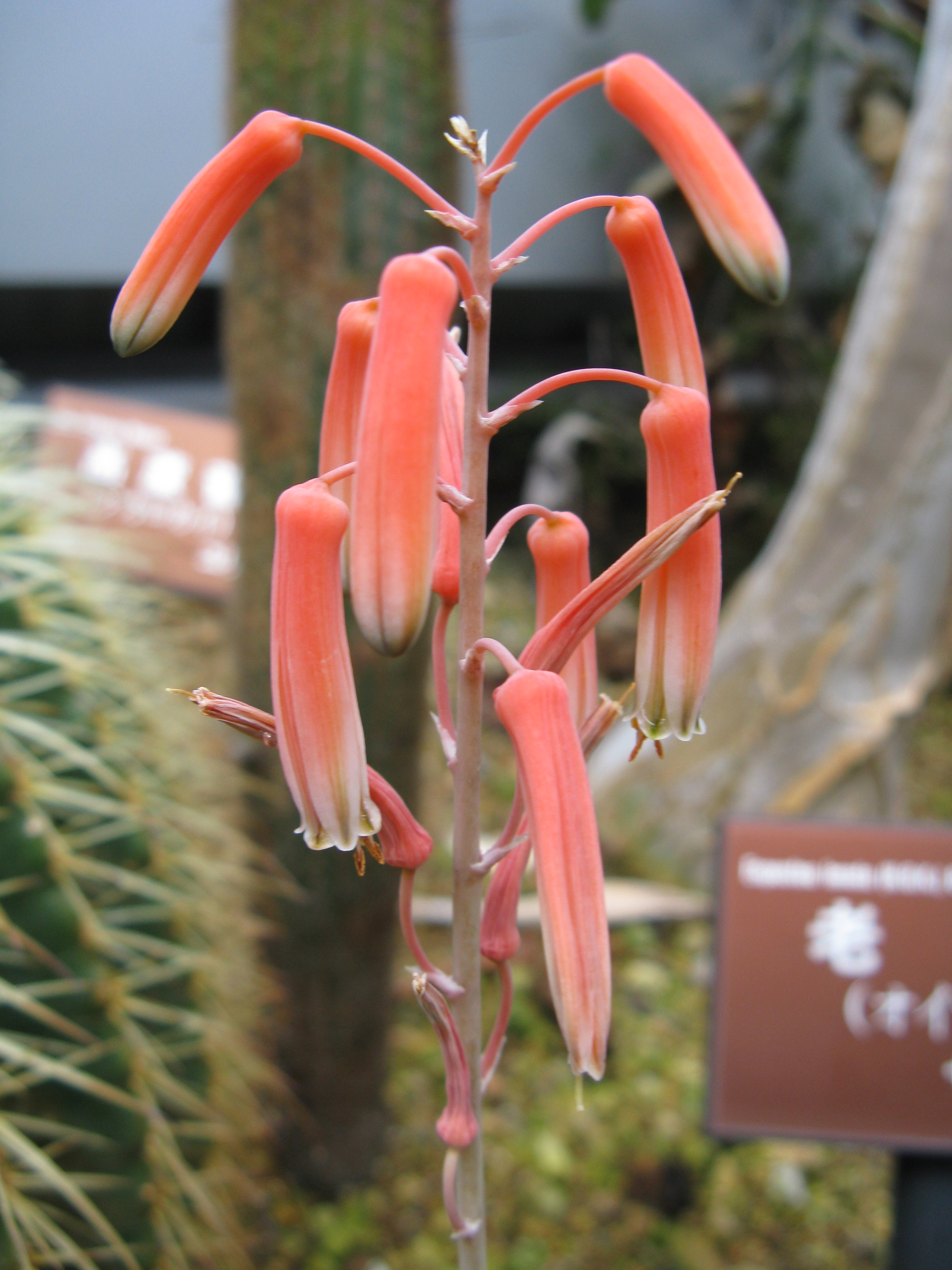
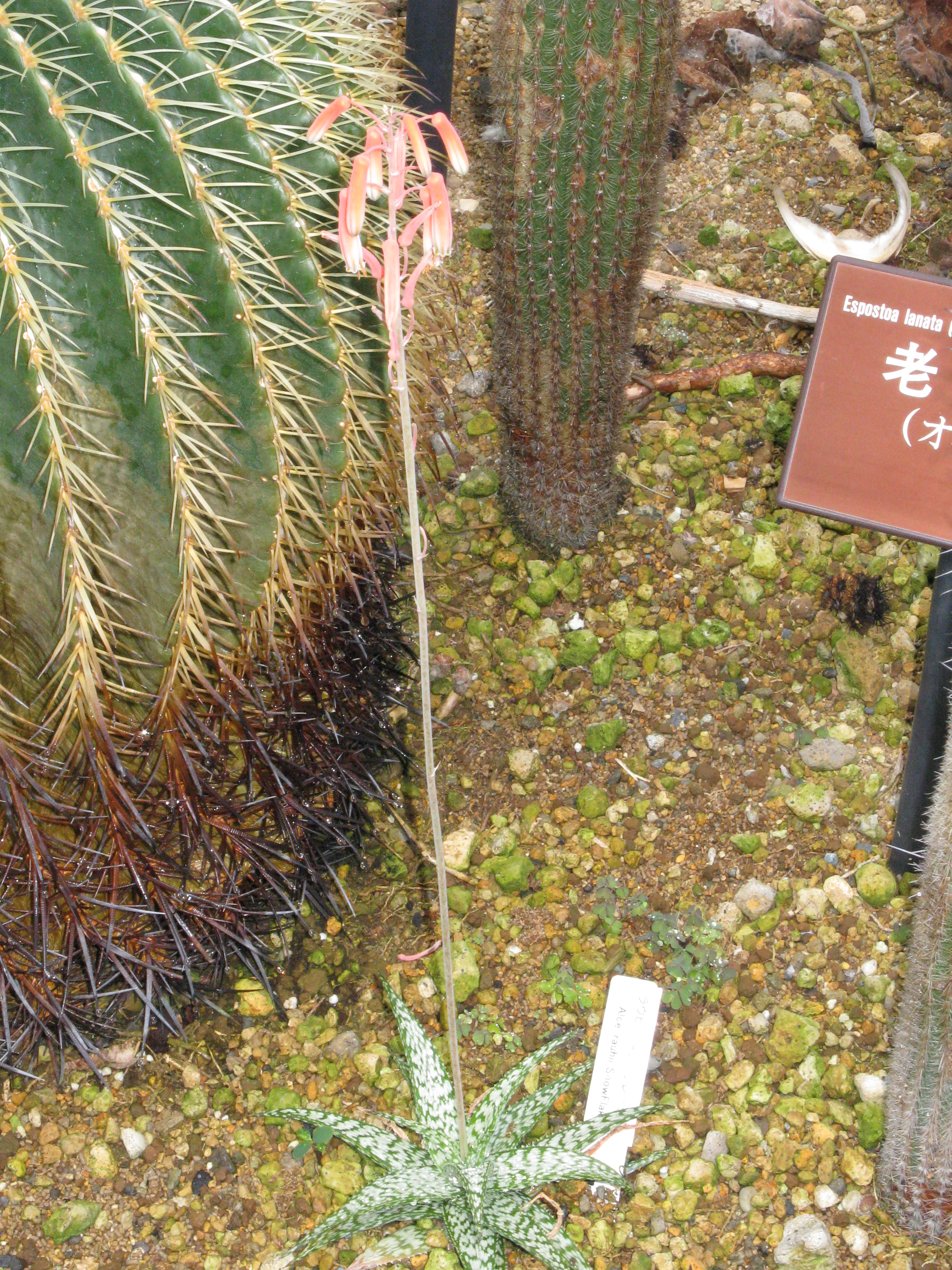
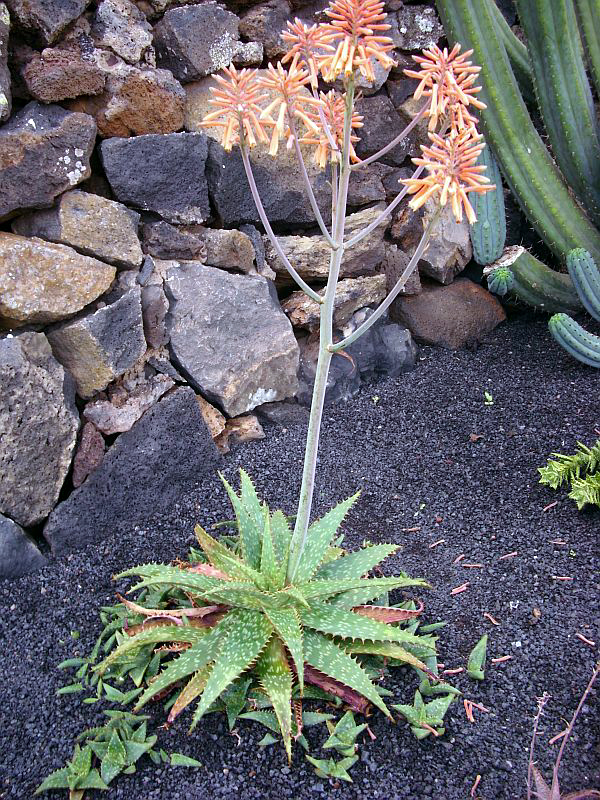